# Argiocnemis solitaria
Argiocnemis solitaria é uma espécie de libelinha da família Coenagrionidae.
É endémica de Maurícia.